# II Biennale di Monza
La seconda Mostra Internazionale delle Arti Decorative, nota come II Biennale di Monza, si tiene nel 1925 presso la Villa Reale di Monza su iniziativa del Consorzio Milano-Monza-Umanitaria, con la regia organizzativa della Regia Scuola Superiore d'Arte Applicata all'Industria. L'evento conferma l'impegno culturale e progettuale dell'Italia verso il rinnovamento delle arti decorative, con l'obiettivo di integrare arte, artigianato e industria in una visione moderna del design.

## Contesto
L'edizione del 1925 si svolse nello stesso anno dell'Exposition internationale des arts décoratifs et industriels modernes di Parigi, contribuendo a far emergere un linguaggio espressivo che, pur dialogando con l'Art déco, manteneva forti radici italiane. La mostra monzese adottò una visione più didattica e progettuale, mirando a elevare il ruolo delle arti applicate nella cultura nazionale.

## Allestimento
L'allestimento della mostra fu affidato all'architetto Giovanni Muzio, figura centrale del Novecento italiano e tra i fondatori del Gruppo 7. L'impianto architettonico rispecchia una concezione funzionale e sobria dello spazio espositivo, mirata a mettere in risalto la qualità degli oggetti più che la decorazione degli ambienti.

## Sezioni espositive
La mostra comprende una pluralità di sezioni, suddivise per tema e per provenienza nazionale:
- Arti decorative
- Architettura d'interni
- Arredamento
- Moda e tessili
- Ceramica, vetro, metalli
- Grafica e editoria d'arte

Vi partecipano rappresentanze ufficiali da numerosi paesi europei, tra cui Francia, Germania, Austria, Paesi Bassi, Cecoslovacchia e Svezia.

## Partecipazioni italiane
La sezione italiana include numerose scuole, manifatture e artisti impegnati nel rinnovamento delle arti applicate. Tra i principali:
- la Manifattura Cantagalli e Richard-Ginori, attive nella ceramica;
- la Scuola del Libro di Urbino e l'ISIA di Firenze per la grafica;
- la Scuola superiore d'Arte applicata all'Industria del Castello Sforzesco di Milano per l'ebanisteria;
- vari esponenti legati al movimento del Novecento italiano.

L'approccio selettivo mirava a coniugare eccellenza tecnica e innovazione formale.

## Impatto culturale
La II Biennale contribuì a consolidare la centralità di Monza nel dibattito sulle arti decorative, rafforzando il legame tra formazione, progettazione e produzione. ’pL'esperienza monzese avrebbe influenzato in modo determinante la nascita della Triennale di Milano nel 1933, che raccolse l'eredità di queste esposizioni internazionali.